# Drepanoppia koki
Drepanoppia koki är en kvalsterart som beskrevs av Sandór Mahunka 1993. Drepanoppia koki ingår i släktet Drepanoppia och familjen Oppiidae. Inga underarter finns listade i Catalogue of Life.